# Bob Gerard Racing
Bob Gerard var ett brittiskt privat formel 1-stall som tävlade under 1950-talet och ett par säsonger i mitten av 1960-talet.

## F1-säsonger
| Säsong | Tävlingsnamn      | Bil           | Motor                    | Däck | Poäng | VM-plac. | Förare         |
| ------ | ----------------- | ------------- | ------------------------ | ---- | ----- | -------- | -------------- |
| 1950   | Bob Gerard        | ERA B         | ERA                      | D    | 0     | -        | Bob Gerard     |
| 1950   | Bob Gerard        | ERA A         | ERA                      | D    | 0     | -        | Bob Gerard     |
| 1951   | Bob Gerard        | ERA B         | ERA                      | D    | 0     | -        | Bob Gerard     |
| 1953   | Bob Gerard        | Cooper T23    | Bristol 2.0 L6           | D    | 0     | -        | Bob Gerard     |
| 1954   | Bob Gerard        | Cooper T23    | Bristol 2.0 L6           | D    | 0     | -        | Bob Gerard     |
| 1956   | Bob Gerard        | Cooper T23    | Bristol 2.0 L6           | D    | 0     | -        | Bob Gerard     |
| 1957   | Bob Gerard        | Cooper BG43   | Bristol 2.0 L6           | D    | 0     | -        | Bob Gerard     |
| 1964   | Bob Gerard Racing | Cooper T71/73 | Ford Cosworth MAE 1.5 L4 | D    | 0     | -        | John Taylor    |
| 1965   | Bob Gerard Racing | Cooper T60    | Climax 1.5 V8            | D    | 0     | (5:a)    | John Rhodes    |
| 1965   | Bob Gerard Racing | Cooper T71/73 | Ford 4 1.5 L4            | D    | 0     | (9:a)    | Alan Rollinson |